# District de Mariscal Benavides
Pour les articles homonymes, voir Mariscal et Benavides.
Le district de Mariscal Benavides est l'un des douze districts de la province de Rodriguez de Mendoza situé au nord du Pérou, dans la région Amazonas. 

## Histoire
Le district a été officiellement créé le 2 février 1956 par la loi no 12639 par le gouvernement du Président Manuel A. Odria. Avant cette loi, le district portait le nom de Callejon.
Il tient son nom de l'ancien Président du Pérou, Oscar R. Benavides.

## Géographie
Sa superficie est de 176,18 km2.
En 2005, sa population était de 1 200 habitants.

## Administration
- 2011 - 2014 : Nilser Tafur Pelaez
- 2015 - 2018 : Augusto Gil Tafur Pelaez